# Битва под Прагой
Сражение под Прагой (нем. Schlacht von Prag) — второе крупное сражение Семилетней войны, произошедшее 6 мая 1757 года у Праги между 67-тысячной армией прусского короля Фридриха II и 61-тысячной австрийской армией под командованием принца Лотарингского, в котором австрийцы потерпели поражение. Остатки разбитой австрийской армии были блокированы в Праге, осада которой, однако, продолжалась недолго: победив пруссаков при Колине, австрийцы смогли переломить ход событий и вынудить прусскую армию к отступлению из Богемии.

## Планы блицкрига
Рассчитывая на то, что Россия и Франция не смогут до лета 1757 года завершить приготовления к началу военных действий, прусский король намеревался разбить до этого времени Австрию, своего главного врага. В его представлении, война была бы этим завершена, ибо без Австрии антипрусская коалиция должна была развалиться. С этой целью, при соблюдении, как и перед нападением на Саксонию, строжайшей тайны и организации мер по дезинформации противника, в начале апреля началась подготовка к вторжению в Богемию, где основной целью была Прага. В отношении дальнейших намерений короля у историков нет единого мнения; согласно наиболее распространённой точке зрения, взяв Прагу, Фридрих направился бы прямым ходом на Вену.

## Вторжение в Богемию
Пруссакам удалось дезориентировать командование австрийской армии относительно своих планов: когда 18 апреля прусские войска четырьмя колоннами (Мориц Ангальт-Дессауский с 19 тысячами солдат, граф Шверин с 35 тысячами, сам король с 40 тысячной армией и 20 тысяч солдат под началом герцога Бевернского) вошли в Богемию, они застали австрийцев врасплох. Четыре австрийских армии, находившихся по соображениям организации снабжения довольно далеко друг от друга, не смогли организовать сопротивления наступающим прусским колоннам. Лишь герцог Бевернский вынужден был сразиться с генералом Кёнигсеггом при Рейхенберге, остальные прусские войска до самой Праги участвовали в лучшем случае в паре мелких стычек с арьергардом противника. Пруссакам достались в целости и сохранности австрийские магазины в Богемии. Австрийцы отходили без боя с тем, чтобы, как и их противник, соединиться под Прагой. Но даже и это им не удалось: так, армия Сербеллони и корпус Дауна не поспели к Праге и не участвовали в сражении.

## Накануне сражения: силы противников и диспозиция

Вторжение прусской армии в Богемию в 1757 году

Таким образом, под Прагой пруссакам в первый и едва ли не последний раз за всю войну удалось создать численное превосходство над противником. Однако Фридрих сам позаботился об уравнении сил, выделив тридцатитысячный наблюдательный корпус под началом фельдмаршала Кейта для прикрытия маршрута в Саксонию на случай неудачи и отступления, а также для того, чтобы отрезать австрийцам уход в западном направлении. Благодаря этому, силы обеих армий в битве под Прагой были приблизительно одинаковыми. В распоряжении прусского короля было 66 батальонов пехоты, 113 эскадронов кавалерии, 82 тяжёлых и 132 батальонных орудия — всего примерно 67 тысяч человек. У австрийцев были: 61 батальон, 62 роты гренадеров, 132 эскадрона — всего 61 тысяча человек.
Австрийский генералитет был полон решимости любой ценой не допустить падения Праги, которое отдало бы всю Богемию в руки противника. Готовясь к битве за Прагу, принц Лотарингский занял позицию к востоку от города, в треугольнике, образуемым реками Эльбой и Влтавой, на возвышенном плато между горами Жижка (на восточной окраине Праги) и Табор у Малешица. Круто обрывавшееся на западе, оно на востоке переходило в пологий спуск, легкий для подъёма. Естественные препятствия делали позицию неприступной для нападения с севера. На юге она была ограничена протекавшим в долине ручьём с топкими, болотистым берегами.
2 мая Фридрих уже находился под Прагой, поджидая задержавшегося в пути Шверина. 4 мая он переправился с армией на правый берег Молдау, оставив на левом берегу Кейта. 6 мая в 6 утра войска Шверина наконец подошли, составив левый фланг прусской армии. Фридрих хотел немедленно атаковать австрийцев, однако затем согласился с мнением своих генералов, предлагавших сначала произвести разведку. На рекогносцировку, поскольку сам король недомогал в этот день, отправились Винтерфельд и Шверин, пришедшие к мнению, что фронтальная атака имеет мало надежды на успех, в то время, как атака правого фланга австрийцев у деревни Штербохол обещает быть нелёгкой, но сулит наибольшие шансы. В соответствии с этим мнением был отдан приказ о продвижении эшелонами влево, первый эшелон составили 40 батальонов, 5 батальонов гренадеров и 43 эскадрона кавалерии. Основную тяжесть сражения должен был принять на себя левый фланг под командованием Шверина.

## Ход сражения

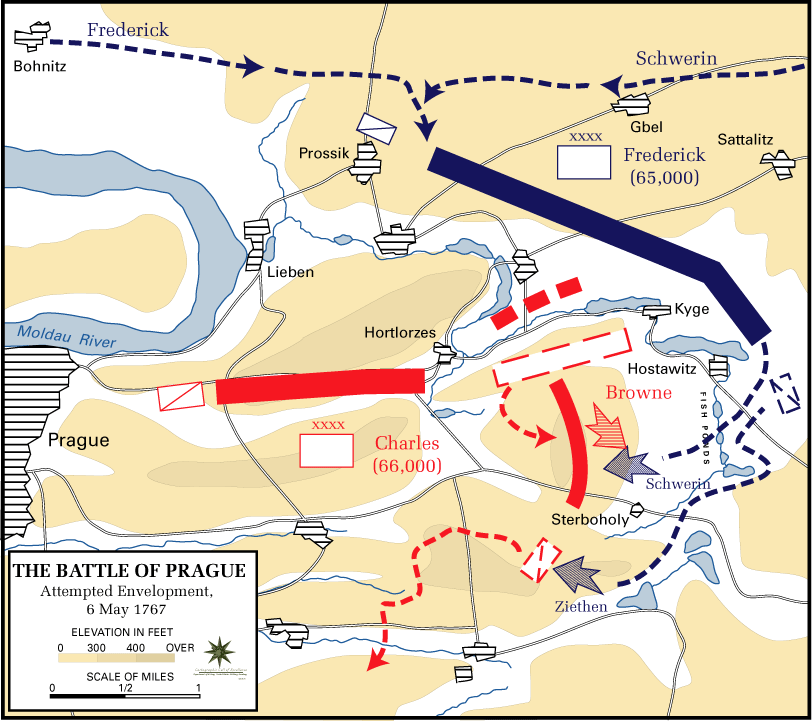
Первая фаза битвы

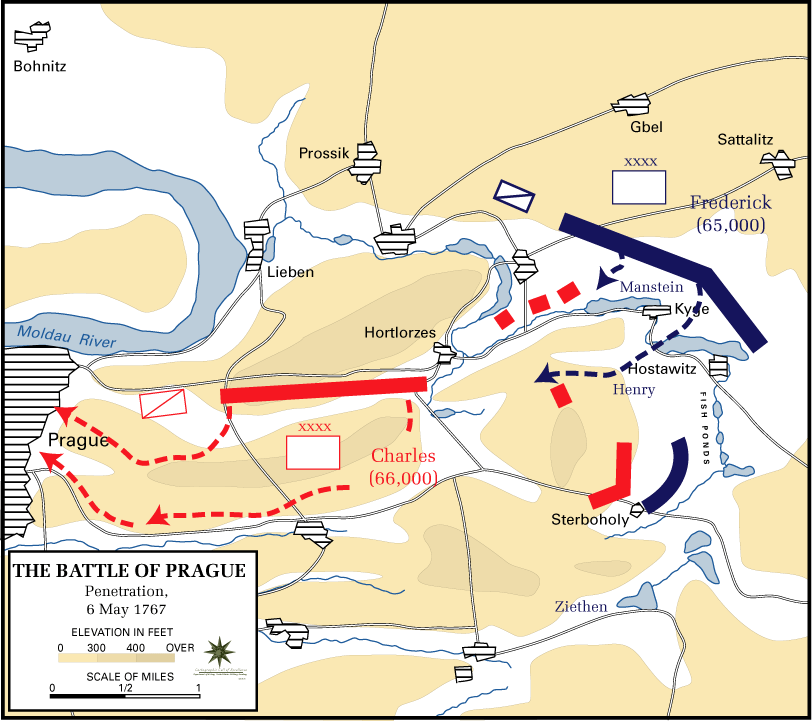
Вторая фаза битвы

В 10 часов утра кирасиры Шверина обошли деревню Штербохол с юга, в то время, как драгуны, артиллерия и большая часть пехоты застряли в пути из-за заболоченной почвы. Не дожидаясь подхода большей части своих солдат, Шверин повёл имевшихся под рукой гренадеров и три пехотных полка в наступление на австрийские позиции. Одновременно 20 эскадронов прусской кавалерии атаковали австрийскую кавалерию, стоявшую к юго-западу от Штербохола. Шверин спешил, так как австрийцы, разгадав намерения противника, стали стягивать подкрепления к своему правому флангу: кавалерийский полк, 15 батальонов пехоты, корпус граничар, позже ещё 1 кавалерийский и два гусарских полка, так, что только кавалерии на этом крыле собралось более 100 эскадронов.
В то время, как кавалерия была вовлечена в затяжную, изнурительную и для пруссаков малоуспешную схватку, атака прусской пехоты, возглавленная Винтерфельдом, завершилась полным разгромом. Подпустив пруссаков на близкое расстояние, главная австрийская батарея открыла огонь на поражение, подкреплённый огнём лёгких орудий и ружейным огнём. В рядах наступающих были пробиты бреши. Сам Винтерфельд был тяжело ранен, с ним выбыли из строя два генерала и значительная часть штаб-офицеров. Наступление захлебнулось. Увидев своих солдат бегущими, престарелый Шверин бросился в гущу сражения, подхватил у раненого офицера превращённое в клочья батальонное знамя, однако, не успев сделать и нескольких шагов, упал замертво: картечью снесло ему полголовы, пули попали в сердце и в живот. Героический поступок фельдмаршала вызвал совсем не тот эффект, на который был рассчитан: он лишь довершил разгром.
После этого бегство солдат уже нельзя было остановить, пришлось отряжать три кавалерийских полка, чтобы отловить и собрать остатки разбитых батальонов.
После сражения Фридрих дал волю своим чувствам, сейчас же он отреагировал на смерть одного из своих лучших военачальников следующим образом:

«Ничего особенного, это из-за его сумасбродства, марш, марш!»

Не считаясь с потерями, он бросает в бой пехоту второго эшелона, на сей раз поддержанную тяжёлой артиллерией пруссаков. Однако не эта атака решила исход сражения на данном участке, но предпринятое по собственной инициативе ряда командиров наступление 18 батальонов пехоты на северо-востоке. По ходу боя австрийцы всё время оттягивали свои части на угрожаемый участок, пока в центре не образовалась брешь, замеченная и использованная прусскими офицерами частей, томившихся в бездействии, в то время, как левый фланг участвовал в ожесточённом сражении. Они атакуют австрийцев с тыла. После битвы приказ об атаке будет приписан прусскому полководцу, однако Фридрих его отдать не мог, так всё время находился в другом месте, на южном участке поля битвы. Параллельно Цитен с 45 эскадронами неожиданным нападением на правый фланг австрийской кавалерии опрокинул её и обратил в паническое бегство. Поражение кавалерии оголило фланг австрийцев, в бою был тяжело ранен австрийский фельдмаршал Броун, умерший вскоре в осаждённой Праге, бегущая масса всадников увлекла за собой командующего, принца Лотарингского. В результате, у австрийцев с этого момента отсутствовало какое-либо единое руководство боем. Теснимые с тыла и фланга, австрийцы побежали.
На этом сражение, однако, не закончилось, а лишь перешло в новую фазу. На северном, труднодоступном участке обороны защитники ещё держались, отбивая одну прусскую атаку за другой. Здесь разгорелись вновь тяжёлые бои, где пруссаки понесли огромные потери. И опять дело решила одновременная атака с фланга, со стороны взятого Штербохола, при задействовании всех резервов, и с тыла, возглавленная Генрихом Прусским. В три часа пополудни сражение завершилось прусской победой. Остатки разбитой австрийской армии спаслись в Праге.

## После сражения
Битва под Прагой была самой кровавой из всех битв, которые пришлось до сих пор пережить как австрийцам, так и пруссакам. В описании очевидца «светлый, чудесный день был обращён во мрак, пороховой дым и пыль, поднятая столькими людьми и лошадьми, погрузили всё в такую темень, что люди стали почти неразличимы, и это ощущалось не иначе, как если бы в этот день наступило светопреставление…». Количеством понесённых обеими сторонами потерь, пражская битва явилась предвосхищением кровопролитного характера этой войны, превзошедшей своей жестокостью все остальные войны своего времени. Она будет идти семь лет и завершится в результате полного истощения противников.
В тот момент никто из участников битвы не может представить себе, что это только начало, и что война продлится ещё долгие годы. В стане пруссаков царит ликование, лагерь их врагов погружён в уныние. На современников успех внезапного вторжения в Богемию производит колоссальное впечатление: прусский король начинает казаться непобедимым. Сам Фридрих полагает, что он уже на волосок от цели: осада Праги не будет долгой. Население Праги не превышало тогда 80 тысяч человек, приняв 46 тысяч солдат побеждённого войска, оно, в условиях блокады, обречено на голод. Взяв Прагу, он лишит австрийцев их армии.
Всё, однако, кончилось иначе. Уже в скором времени, разбитый при Колине, он поменяется ролями со своим противником, теперь для него речь пойдёт о выживании.